# Salvatore Pappalardo (Kardinal)

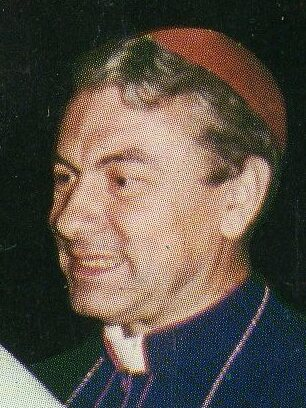
Salvatore Kardinal Pappalardo (um 1975)

Kardinalswappen von Salvatore Pappalardo

 Salvatore Kardinal Pappalardo  (* 23. September 1918 in Villafranca Sicula, Provinz Agrigent, Italien; † 10. Dezember 2006 in Palermo) war Diplomat des Heiligen Stuhls und von 1970 bis 1996 römisch-katholischer Erzbischof von Palermo.

## Leben
Salvatore Pappalardo trat 1936 in das Päpstliche Römische Priesterseminar ein und studierte die Fächer Philosophie und Katholische Theologie. Nach dem Empfang der Priesterweihe am 12. April 1941 setzte er seine Studien an der Päpstlichen Lateranuniversität fort und erwarb ein Jahr später einen Doktortitel der Rechte. Anschließend wirkte er als Seelsorger, ehe er im Jahre 1947 in den diplomatischen Dienst des Vatikans eintrat und dort in der Abteilung für besondere kirchliche Aufgaben arbeitete. Von 1959 bis 1965 dozierte er Kirchliche Diplomatie und Jura und war Seelsorger in zwei römischen Pfarreien.
Am 7. Dezember 1965 ernannte ihn Papst Paul VI. zum Titularerzbischof von Miletus und zum Apostolischen Pro-Nuntius in Indonesien. Die Bischofsweihe spendete ihm am 16. Januar 1966 Amleto Giovanni Kardinal Cicognani, Kardinalbischof von Frascati; Mitkonsekratoren waren Guido Luigi Bentivoglio, Erzbischof von Catania, und Erzbischof Antonio Samorè, Sekretär der Kongregation für besondere kirchliche Aufgaben. 1969 ernannte ihn Paul VI. zum Präsidenten der Päpstlichen Diplomatenakademie in Rom und übertrug ihm am 17. Oktober 1970 die Leitung des Erzbistums Palermo. Dieser bedeutenden Diözese stand er bis zu seinem altersbedingten Rücktritt im April 1996 vor.
Am 5. März 1973 wurde er von Paul VI. als Kardinalpriester mit der Titelkirche Santa Maria Odigitria dei Siciliani in das Kardinalskollegium aufgenommen. Kardinal Pappalardo nahm am August- und am Oktoberkonklave 1978 teil. Am Konklave 2005 nahm er aufgrund der Überschreitung der Altersgrenze von 80 Jahren nicht mehr teil. Im folgenden Jahr starb er im Alter von 88 Jahren in Palermo.
International bekannt wurde Pappalardo, da er sich in seiner Amtszeit als Erzbischof von Palermo in unerschrockenen Predigten gegen die Mafia wandte und als erster die „Mauer des Schweigens“ durchbrach. Auslöser hierfür war auch die Ermordung zweier Aktivisten durch die Mafia im Jahr 1992.
Er war bis zu seinem Tode Großprior der Statthalterei Sizilien des Ritterordens vom Heiligen Grab zu Jerusalem.

## Ehrungen
- 1966: Großoffizier des Ordens des Infanten Dom Henrique
- 1983: Großkreuz des Verdienstordens der Italienischen Republik